# Mercurys de Toledo
Les Mercurys de Toledo sont une franchise de hockey sur glace ayant évolué dans la Ligue internationale de hockey.

## Historique
L'équipe a été créée en 1947 à Toledo en Ohio et évolua dans la LIH durant quinze saisons, soit jusqu'en 1962, sous plusieurs appellations. Elle fut la première équipe de la ligue à tenir ses activités hors de la région de Détroit-Windsor.
En 1948-1949, l'équipe joua dans la division Nord et la division Sud car le propriétaire du club désirait jouer plus de rencontres. L'année suivante, l'organisation changea de nom, se faisant appeler les Buckeyes de Toledo et rejoignit la Eastern Amateur Hockey League.
Revenant à la LIH en 1950 sous le nom de Mercurys, elle remporta la Coupe Turner deux saisons de suite, soit en 1950-1951 et 1951-1952.
Les Mercurys partagèrent la saison 1955-1956 entre Toledo et Marion, évoluant dans le Veterans Memorial Coliseum de Marion et le Toledo Sports Arena. En 1959-1960, ils réitérèrent l'expérience, cette fois avec la ville de Saint-Louis, au Missouri.
La franchise cessa ses activités à l'été 1962. La LIH accueillit à compter de 1963 une nouvelle concession dans la région de Toledo, les Blades de Toledo.

### Appellation du club
- 1947 à 1949 : Mercurys de Toledo
- 1949-1950 : Buckeyes de Toledo (l'équipe évolue dans l'EAHL)
- 1950 à 1955 : Mercurys de Toledo
- 1955-1956 : Mercurys de Toledo-Marion
- 1956 à 1959 : Mercurys de Toledo
- 1959-1960 : Mercurys de Toledo-Saint-Louis
- 1960 à 1962 : Mercurys de Toledo

### Saisons en LIH
Note : PJ : parties jouées, V : victoires, D : défaites, N : matchs nuls, DP : défaite en prolongation, DF : défaite en fusillade, Pts : Points, BP : buts pour, BC : buts contre, Pun : minutes de pénalité
| Saison    | Nom                          | PJ | V  | D  | N | Pts | Classement               | Séries éliminatoires         | Entraîneur    |
| --------- | ---------------------------- | -- | -- | -- | - | --- | ------------------------ | ---------------------------- | ------------- |
| 1947-1948 | Mercurys de Toledo           | 30 | 15 | 10 | 5 | 35  | 2e rang LIH              | Vainqueur de la Coupe Turner | Andy Mulligan |
| 1948-1949 | Mercurys de Toledo           | 35 | 20 | 7  | 8 | 48  | 1er place, division nord | Finaliste de la coupe Turner | n/d           |
| 1948-1949 | Mercurys de Toledo           | 32 | 21 | 7  | 4 | 46  | 2e place, division Sud   | n/d                          | n/d           |
| 1950-1951 | Mercurys de Toledo           | 56 | 35 | 15 | 6 | 76  | 2e rang LIH              | Vainqueur de la Coupe Turner | n/d           |
| 1951-1952 | Mercurys de Toledo           | 48 | 24 | 18 | 6 | 54  | 2e rang LIH              | Vainqueur de la Coupe Turner | n/d           |
| 1952-1953 | Mercurys de Toledo           | 60 | 32 | 25 | 3 | 67  | 3e rang LIH              | n/d                          | n/d           |
| 1953-1954 | Mercurys de Toledo           | 64 | 33 | 26 | 5 | 71  | 4e rang LIH              | n/d                          | Doug McCaig   |
| 1954-1955 | Mercurys de Toledo           | 60 | 31 | 29 | 0 | 62  | 3e rang LIH              | n/d                          | n/d           |
| 1955-1956 | Mercurys de Toledo-Marion    | 60 | 25 | 30 | 5 | 55  | 4e rang LIH              | Finaliste de la coupe Turner | n/d           |
| 1956-1957 | Mercurys de Toledo           | 60 | 26 | 30 | 4 | 56  | 4e rang LIH              | n/d                          | n/d           |
| 1957-1958 | Mercurys de Toledo           | 64 | 26 | 32 | 6 | 58  | 5e rang LIH              | n/d                          | n/d           |
| 1958-1959 | Mercurys de Toledo           | 60 | 22 | 36 | 2 | 46  | 5e rang LIH              | Hors des séries              | n/d           |
| 1959-1960 | Mercurys de Toledo-St. Louis | 68 | 28 | 36 | 4 | 60  | 4e place, division Est   | Hors des séries              | Alex Wood     |
| 1960-1961 | Mercurys de Toledo           | 70 | 36 | 33 | 1 | 71  | 1re place, division Est  | n/d                          | n/d           |
| 1961-1962 | Mercurys de Toledo           | 68 | 17 | 50 | 1 | 35  | 7e rang LIH              | Hors des séries              | n/d           |

### Saison en EHL
| Saison    | Nom                | PJ | V  | D  | N  | Pts | Classement               | Séries éliminatoires | Entraîneur |
| --------- | ------------------ | -- | -- | -- | -- | --- | ------------------------ | -------------------- | ---------- |
| 1949-1950 | Buckeyes de Toledo | 51 | 26 | 13 | 12 | 64  | 2e place, division Ouest | n/d                  | n/d        |